# Liste der Nummer-eins-Hits in Australien (1993)
Diese Liste enthält alle Nummer-eins-Hits in Australien im Jahr 1993. Grundlage sind die Top 50 der australischen Charts der ARIA. Es gab in diesem Jahr 13 Nummer-eins-Singles und 19 Nummer-eins-Alben.

## Singles
| ← 1992 ← | Liste der Nummer-eins-Hits in Australien | Liste der Nummer-eins-Hits in Australien | Liste der Nummer-eins-Hits in Australien | 1994 →                    |
| \| Zeitraum \| Wo. ges. \| Interpret \| Titel Autor(en) \| Zusätzliche Informationen \| \| (Zeitraum, Wochen auf Platz eins, Interpret, Titel, Autor[en], zusätzliche Informationen) \| \| \| \| \| \| ----------------------------------------------------------------------------------------- \| -------- \| --------------- \| --------------------------------------------------------------------------------------------------------------------------------------------------- \| ------------------------- \| \| 21. November 1992 – 26. Februar 1993 14 Wochen \| 14 \| Whitney Houston \| I Will Always Love You Dolly Parton \| – \| \| 27. Februar 1993 – 26. März 1993 4 Wochen \| 4 \| Sonia Dada \| (Lover) You Don’t Treat Me No Good Daniel Friend Pritzker \| – \| \| 27. März 1993 – 2. April 1993 1 Woche \| 1 \| Ugly Kid Joe \| Cat’s in the Cradle Harry F. Chapin, Sandra Campbell Chapin \| – \| \| 3. April 1993 – 14. Mai 1993 6 Wochen \| 6 \| Lenny Kravitz \| Are You Gonna Go My Way Lenny Kravitz, Craig David Ross \| – \| \| 15. Mai 1993 – 28. Mai 1993 2 Wochen \| 2 \| Faith No More \| Easy Lionel B. Richie \| – \| \| 29. Mai 1993 – 4. Juni 1993 1 Woche \| 1 \| Janet Jackson \| That’s the Way Love Goes Charles Fred Bobbitt, James Brown, John Starks, Fred Wesley, James Samuel Harris, Terry Steven Lewis, Janet Damita Jackson \| – \| \| 5. Juni 1993 – 9. Juli 1993 5 Wochen \| 5 \| Snow \| Informer Shawn Leigh Moltke, Darrin Kenneth O’Brien, Edmond Daryll Leary, Michael L. Grier \| – \| \| 10. Juli 1993 – 27. August 1993 7 Wochen \| 7 \| UB40 \| (I Can’t Help) Falling in Love with You Luigi Creatore, Hugo E. Peretti, George David Weiss \| – \| \| 28. August 1993 – 3. September 1993 1 Woche \| 1 \| Billy Joel \| The River of Dreams Billy Joel \| – \| \| 4. September 1993 – 29. Oktober 1993 8 Wochen \| 8 \| Meat Loaf \| I’d Do Anything for Love (But I Won’t Do That) Jim Steinman \| – \| \| 30. Oktober 1993 – 5. November 1993 1 Woche \| 1 \| Culture Beat \| Mr. Vain Musik: Nosie Katzmann, Stephan Zick; Text: Nosie Katzmann, Jeff Carmichael \| – \| \| 6. November 1993 – 26. November 1993 3 Wochen \| 3 \| Ace of Base \| All That She Wants Ulf Gunnar Ekberg, Malin Sofia Katarina Berggren, Jonas Petter Berggren, Jenny Cecilia Berggren \| – \| \| 27. November 1993 – 14. Januar 1994 7 Wochen \| 7 \| Bryan Adams \| Please Forgive Me Bryan Adams, Robert John Lange \| – \| |                                          |                                          | |                           |
| ← 1992 |                                          |                                          | | → 1994 →                  |
| Zeitraum | Wo. ges.                                 | Interpret                                | Titel Autor(en) | Zusätzliche Informationen |
| (Zeitraum, Wochen auf Platz eins, Interpret, Titel, Autor[en], zusätzliche Informationen) |                                          |                                          | |                           |
| 21. November 1992 – 26. Februar 1993 14 Wochen | 14                                       | Whitney Houston                          | I Will Always Love You Dolly Parton | –                         |
| 27. Februar 1993 – 26. März 1993 4 Wochen | 4                                        | Sonia Dada                               | (Lover) You Don’t Treat Me No Good Daniel Friend Pritzker                                                                                           | –                         |
| 27. März 1993 – 2. April 1993 1 Woche | 1                                        | Ugly Kid Joe                             | Cat’s in the Cradle Harry F. Chapin, Sandra Campbell Chapin                                                                                         | –                         |
| 3. April 1993 – 14. Mai 1993 6 Wochen | 6                                        | Lenny Kravitz                            | Are You Gonna Go My Way Lenny Kravitz, Craig David Ross                                                                                             | –                         |
| 15. Mai 1993 – 28. Mai 1993 2 Wochen | 2                                        | Faith No More                            | Easy Lionel B. Richie | –                         |
| 29. Mai 1993 – 4. Juni 1993 1 Woche | 1                                        | Janet Jackson                            | That’s the Way Love Goes Charles Fred Bobbitt, James Brown, John Starks, Fred Wesley, James Samuel Harris, Terry Steven Lewis, Janet Damita Jackson | –                         |
| 5. Juni 1993 – 9. Juli 1993 5 Wochen | 5                                        | Snow                                     | Informer Shawn Leigh Moltke, Darrin Kenneth O’Brien, Edmond Daryll Leary, Michael L. Grier                                                          | –                         |
| 10. Juli 1993 – 27. August 1993 7 Wochen | 7                                        | UB40                                     | (I Can’t Help) Falling in Love with You Luigi Creatore, Hugo E. Peretti, George David Weiss                                                         | –                         |
| 28. August 1993 – 3. September 1993 1 Woche | 1                                        | Billy Joel                               | The River of Dreams Billy Joel | –                         |
| 4. September 1993 – 29. Oktober 1993 8 Wochen | 8                                        | Meat Loaf                                | I’d Do Anything for Love (But I Won’t Do That) Jim Steinman                                                                                         | –                         |
| 30. Oktober 1993 – 5. November 1993 1 Woche | 1                                        | Culture Beat                             | Mr. Vain Musik: Nosie Katzmann, Stephan Zick; Text: Nosie Katzmann, Jeff Carmichael                                                                 | –                         |
| 6. November 1993 – 26. November 1993 3 Wochen | 3                                        | Ace of Base                              | All That She Wants Ulf Gunnar Ekberg, Malin Sofia Katarina Berggren, Jonas Petter Berggren, Jenny Cecilia Berggren                                  | –                         |
| 27. November 1993 – 14. Januar 1994 7 Wochen | 7                                        | Bryan Adams                              | Please Forgive Me Bryan Adams, Robert John Lange | –                         |

## Alben
| ← 1992 ← | Liste der Nummer-eins-Hits in Australien | Liste der Nummer-eins-Hits in Australien | Liste der Nummer-eins-Hits in Australien | 1994 →                    |
| \| Zeitraum \| Wo. ges. \| Interpret \| Titel \| Zusätzliche Informationen \| \| (Zeitraum, Wochen auf Platz eins, Interpret, Titel, zusätzliche Informationen) \| \| \| \| \| \| ------------------------------------------------------------------------------ \| -------- \| ---------------- \| ---------------------------------- \| ------------------------- \| \| 13. Dezember 1992 – 9. Januar 1993 4 Wochen \| 4 \| ABBA \| ABBA Gold – Greatest Hits \| – \| \| 10. Januar 1993 – 30. Januar 1993 3 Wochen \| 3 \| The 12th Man \| Still the 12th Man \| – \| \| 31. Januar 1993 – 5. März 1993 5 Wochen \| 5 \| (Soundtrack) \| The Bodyguard \| – \| \| 6. März 1993 – 16. April 1993 6 Wochen (insgesamt 8) \| 8 \| Eric Clapton \| Unplugged \| – \| \| 17. April 1993 – 8. Mai 1993 3 Wochen \| 3 \| Lenny Kravitz \| Are You Gonna Go My Way \| – \| \| 9. Mai 1993 – 15. Mai 1993 1 Woche \| 1 \| Kenny G \| Breathless \| – \| \| 16. Mai 1993 – 22. Mai 1993 1 Woche (insgesamt 8) \| 8 \| Eric Clapton \| Unplugged \| – \| \| 23. Mai 1993 – 19. Juni 1993 4 Wochen \| 4 \| Spin Doctors \| Pocket Full of Kryptonite \| – \| \| 20. Juni 1993 – 10. Juli 1993 3 Wochen \| 3 \| Janet Jackson \| Janet. \| – \| \| 11. Juli 1993 – 17. Juli 1993 1 Woche \| 1 \| Led Zeppelin \| Remasters \| – \| \| 18. Juli 1993 – 14. August 1993 4 Wochen \| 4 \| U2 \| Zooropa \| – \| \| 15. August 1993 – 21. August 1993 1 Woche \| 1 \| UB40 \| Promises and Lies \| – \| \| 22. August 1993 – 28. August 1993 1 Woche \| 1 \| Diesel \| The Lobbyist \| – \| \| 29. August 1993 – 25. September 1993 4 Wochen \| 4 \| Billy Joel \| River of Dreams \| – \| \| 26. September 1993 – 23. Oktober 1993 4 Wochen \| 4 \| Meat Loaf \| Bat Out of Hell II: Back into Hell \| – \| \| 24. Oktober 1993 – 30. Oktober 1993 1 Woche (insgesamt 2) \| 2 \| Michael Crawford \| A Touch of Music in the Night \| – \| \| 31. Oktober 1993 – 6. November 1993 1 Woche \| 1 \| Pearl Jam \| Vs. \| – \| \| 7. November 1993 – 13. November 1993 1 Woche \| 1 \| John Farnham \| Then Again … and More \| – \| \| 14. November 1993 – 20. November 1993 1 Woche (insgesamt 2) \| 2 \| Michael Crawford \| A Touch of Music in the Night \| – \| \| 21. November 1993 – 4. Dezember 1993 2 Wochen (insgesamt 14) \| 14 \| Bryan Adams \| So Far So Good \| – \| \| 5. Dezember 1993 – 11. Dezember 1993 1 Woche \| 1 \| Guns n’ Roses \| The Spaghetti Incident? \| – \| \| 12. Dezember 1993 – 5. März 1994 12 Wochen (insgesamt 14) \| 14 \| Bryan Adams \| So Far So Good \| – \| |                                          |                                          |                                          |                           |
| ← 1992 |                                          |                                          |                                          | → 1994 →                  |
| Zeitraum | Wo. ges.                                 | Interpret                                | Titel                                    | Zusätzliche Informationen |
| (Zeitraum, Wochen auf Platz eins, Interpret, Titel, zusätzliche Informationen) |                                          |                                          |                                          |                           |
| 13. Dezember 1992 – 9. Januar 1993 4 Wochen | 4                                        | ABBA                                     | ABBA Gold – Greatest Hits                | –                         |
| 10. Januar 1993 – 30. Januar 1993 3 Wochen | 3                                        | The 12th Man                             | Still the 12th Man                       | –                         |
| 31. Januar 1993 – 5. März 1993 5 Wochen | 5                                        | (Soundtrack)                             | The Bodyguard                            | –                         |
| 6. März 1993 – 16. April 1993 6 Wochen (insgesamt 8) | 8                                        | Eric Clapton                             | Unplugged                                | –                         |
| 17. April 1993 – 8. Mai 1993 3 Wochen | 3                                        | Lenny Kravitz                            | Are You Gonna Go My Way                  | –                         |
| 9. Mai 1993 – 15. Mai 1993 1 Woche | 1                                        | Kenny G                                  | Breathless                               | –                         |
| 16. Mai 1993 – 22. Mai 1993 1 Woche (insgesamt 8) | 8                                        | Eric Clapton                             | Unplugged                                | –                         |
| 23. Mai 1993 – 19. Juni 1993 4 Wochen | 4                                        | Spin Doctors                             | Pocket Full of Kryptonite                | –                         |
| 20. Juni 1993 – 10. Juli 1993 3 Wochen | 3                                        | Janet Jackson                            | Janet.                                   | –                         |
| 11. Juli 1993 – 17. Juli 1993 1 Woche | 1                                        | Led Zeppelin                             | Remasters                                | –                         |
| 18. Juli 1993 – 14. August 1993 4 Wochen | 4                                        | U2                                       | Zooropa                                  | –                         |
| 15. August 1993 – 21. August 1993 1 Woche | 1                                        | UB40                                     | Promises and Lies                        | –                         |
| 22. August 1993 – 28. August 1993 1 Woche | 1                                        | Diesel                                   | The Lobbyist                             | –                         |
| 29. August 1993 – 25. September 1993 4 Wochen | 4                                        | Billy Joel                               | River of Dreams                          | –                         |
| 26. September 1993 – 23. Oktober 1993 4 Wochen | 4                                        | Meat Loaf                                | Bat Out of Hell II: Back into Hell       | –                         |
| 24. Oktober 1993 – 30. Oktober 1993 1 Woche (insgesamt 2) | 2                                        | Michael Crawford                         | A Touch of Music in the Night            | –                         |
| 31. Oktober 1993 – 6. November 1993 1 Woche | 1                                        | Pearl Jam                                | Vs.                                      | –                         |
| 7. November 1993 – 13. November 1993 1 Woche | 1                                        | John Farnham                             | Then Again … and More                    | –                         |
| 14. November 1993 – 20. November 1993 1 Woche (insgesamt 2) | 2                                        | Michael Crawford                         | A Touch of Music in the Night            | –                         |
| 21. November 1993 – 4. Dezember 1993 2 Wochen (insgesamt 14) | 14                                       | Bryan Adams                              | So Far So Good                           | –                         |
| 5. Dezember 1993 – 11. Dezember 1993 1 Woche | 1                                        | Guns n’ Roses                            | The Spaghetti Incident?                  | –                         |
| 12. Dezember 1993 – 5. März 1994 12 Wochen (insgesamt 14) | 14                                       | Bryan Adams                              | So Far So Good                           | –                         |

## Jahreshitparaden
| ← 1992 ← | Liste der Nummer-eins-Hits in Australien | Liste der Nummer-eins-Hits in Australien       | Liste der Nummer-eins-Hits in Australien | 1994 →   |
| \| Singles \| Position# \| Alben \| \| ------------------------------------------------------------------------------------------------------------------------------ \| --------- \| ---------------------------------------------- \| \| I’d Do Anything for Love (But I Won’t Do That) Meat Loaf Jim Steinman \| 1 \| The Bodyguard (Soundtrack) \| \| I Will Always Love You Whitney Houston Dolly Parton \| 2 \| Unplugged Eric Clapton \| \| (Lover) You Don’t Treat Me No Good Sonia Dada Daniel Friend Pritzker \| 3 \| Bat Out of Hell II: Back into Hell Meat Loaf \| \| Sweat (A La La La La Long) Inner Circle Roger Lewis, Ian Lewis \| 4 \| Breathless Kenny G \| \| (I Can’t Help) Falling in Love with You UB40 Luigi Creatore, Hugo E. Peretti, George David Weiss \| 5 \| A Touch of Music in the Night Michael Crawford \| \| Informer Snow Shawn Leigh Moltke, Darrin Kenneth O’Brien, Edmond Daryll Leary, Michael L. Grier \| 6 \| So Far So Good Bryan Adams \| \| What’s Up? 4 Non Blondes Linda Perry \| 7 \| River of Dreams Billy Joel \| \| Cat’s in the Cradle Ugly Kid Joe Harry F. Chapin, Sandra Campbell Chapin \| 8 \| Then Again … and More John Farnham \| \| All That She Wants Ace of Base Ulf Gunnar Ekberg, Malin Sofia Katarina Berggren, Jonas Petter Berggren, Jenny Cecilia Berggren \| 9 \| Zooropa U2 \| \| Please Forgive Me Bryan Adams Bryan Adams, Robert John Lange \| 10 \| Keep the Faith Bon Jovi \| |                                          |                                                |                                          |          |
| ← 1992 |                                          |                                                |                                          | → 1994 → |
| Singles | Position#                                | Alben                                          |                                          |          |
| I’d Do Anything for Love (But I Won’t Do That) Meat Loaf Jim Steinman | 1                                        | The Bodyguard (Soundtrack)                     |                                          |          |
| I Will Always Love You Whitney Houston Dolly Parton | 2                                        | Unplugged Eric Clapton                         |                                          |          |
| (Lover) You Don’t Treat Me No Good Sonia Dada Daniel Friend Pritzker | 3                                        | Bat Out of Hell II: Back into Hell Meat Loaf   |                                          |          |
| Sweat (A La La La La Long) Inner Circle Roger Lewis, Ian Lewis | 4                                        | Breathless Kenny G                             |                                          |          |
| (I Can’t Help) Falling in Love with You UB40 Luigi Creatore, Hugo E. Peretti, George David Weiss | 5                                        | A Touch of Music in the Night Michael Crawford |                                          |          |
| Informer Snow Shawn Leigh Moltke, Darrin Kenneth O’Brien, Edmond Daryll Leary, Michael L. Grier | 6                                        | So Far So Good Bryan Adams                     |                                          |          |
| What’s Up? 4 Non Blondes Linda Perry | 7                                        | River of Dreams Billy Joel                     |                                          |          |
| Cat’s in the Cradle Ugly Kid Joe Harry F. Chapin, Sandra Campbell Chapin | 8                                        | Then Again … and More John Farnham             |                                          |          |
| All That She Wants Ace of Base Ulf Gunnar Ekberg, Malin Sofia Katarina Berggren, Jonas Petter Berggren, Jenny Cecilia Berggren | 9                                        | Zooropa U2                                     |                                          |          |
| Please Forgive Me Bryan Adams Bryan Adams, Robert John Lange | 10                                       | Keep the Faith Bon Jovi                        |                                          |          |